# Settimana Coppi e Bartali 2022
La 37.ª edición de la competición ciclista Settimana Coppi e Bartali (llamado oficialmente: Settimana Internazionale Coppi e Bartali) fue una carrera de ciclismo en ruta por etapas que se celebró entre el 22 y el 26 de marzo de 2022 en Italia y la ciudad de San Marino, con inicio en la ciudad de Riccione y final en la ciudad de Cantagrillo, sobre una distancia total de 796,2 kilómetros.
La carrera formó parte del UCI Europe Tour 2022, calendario ciclístico de los Circuitos Continentales UCI, dentro de la categoría 2.1 y fue ganada por el irlandés Edward Dunbar del INEOS Grenadiers. Completaron el podido, como segundo y tercer clasificado respectivamente, el británico Ben Tulett del mismo equipo y el suizo Marc Hirschi del UAE Emirates.

## Equipos participantes
Tomaron parte en la carrera 24 equipos: 10 de categoría UCI WorldTeam invitados por la organización, 5 de categoría UCI ProTeam, 8 de categoría Continental y la selección nacional de Italia. Formaron así un pelotón de 155 ciclistas de los que acabaron 99. Los equipos participantes fueron:
| WorldTeams (10)- Astana Qazaqstan Team - Bora-Hansgrohe - EF Education-EasyPost - Ineos Grenadiers - Israel-Premier Tech - Jumbo-Visma - Quick-Step Alpha Vinyl - BikeExchange-Jayco - Trek-Segafredo - UAE Team Emirates ProTeams (5)- Alpecin-Fenix - Bardiani-CSF-Faizanè - Bingoal Pauwels Sauces WB - Drone Hopper-Androni Giocattoli - Eolo-Kometa Equipos continentales (8)- Beltrami TSA-Tre Colli - Biesse-Carrera - Colombia Tierra de Atletas-GW Bicicletas - Giotti Victoria-Savini Due - MG.K Vis Colors For Peace VPM - Colpack-Ballan - Team Corratec - Work Service-Vitalcare-Dynatek Equipo nacional- Italia |
| |

## Recorrido
La Settimana Coppi e Bartali dispuso de cinco etapas dividido en cuatro etapas escarpadas y una etapa de montaña para un recorrido total de 796,2 kilómetros.
| Etapa     | Fecha     | Recorrido                            | type             | Distancia (km) | Ganador              | Líder         |
| --------- | --------- | ------------------------------------ | ---------------- | -------------- | -------------------- | ------------- |
| 1.ª etapa | 22 de mar | Riccione – Riccione                  | etapa escarpada  | 164,6          | Mauro Schmid         | Mauro Schmid  |
| 2.ª etapa | 23 de mar | Riccione – Longiano                  | etapa escarpada  | 165,9          | Ethan Hayter         | Edward Dunbar |
| 3.ª etapa | 24 de mar | San Marino – San Marino              | etapa de montaña | 147            | Ben Tulett           | Edward Dunbar |
| 4.ª etapa | 25 de mar | Montecatini – Montecatini            | etapa escarpada  | 158,7          | Mathieu van der Poel | Edward Dunbar |
| 5.ª etapa | 26 de mar | Cantagrillo-Casalguidi – Cantagrillo | etapa escarpada  | 160            | Josef Černý          | Edward Dunbar |

## Desarrollo de la carrera

### 1.ª etapa
| Riccione - Riccione | etapa escarpada | (164,6 km) |

| \| Clasificación de la etapa \| Clasificación de la etapa \| Clasificación de la etapa \| Clasificación de la etapa \| Clasificación de la etapa \| \| Ciclista \| Ciclista \| Equipo \| Tiempo \| \| \| ------------------------- \| ------------------------- \| ------------------------------- \| ------------------------- \| ------------------------- \| \| 1.º \| Mauro Schmid \| Quick-Step Alpha Vinyl \| 4 h 12 min 58 s \| \| \| 2.º \| Edward Dunbar \| Ineos Grenadiers \| + 2 s \| \| \| 3.º \| Ethan Hayter \| Ineos Grenadiers \| + 16 s \| \| \| 4.º \| Mathieu van der Poel \| Alpecin-Fenix \| + 16 s \| \| \| 5.º \| Natnael Tesfatsion \| Drone Hopper-Androni Giocattoli \| + 16 s \| \| \| 6.º \| Thomas Pesenti \| Beltrami TSA-Tre Colli \| + 16 s \| \| \| 7.º \| Diego Ulissi \| UAE Team Emirates \| + 16 s \| \| \| 8.º \| Matteo Sobrero \| BikeExchange-Jayco \| + 16 s \| \| \| 9.º \| Christian Scaroni \| Italia \| + 16 s \| \| \| 10.º \| Marc Hirschi \| UAE Team Emirates \| + 16 s \| \| |                      |                                 |                 |
| |                      |                                 |                 |
| Fuente: ProCyclingStats |                      |                                 |                 |
| Clasificación de la etapa |                      |                                 |                 |
| Ciclista | Ciclista             | Equipo                          | Tiempo          |
| 1.º | Mauro Schmid         | Quick-Step Alpha Vinyl          | 4 h 12 min 58 s |
| 2.º | Edward Dunbar        | Ineos Grenadiers                | + 2 s           |
| 3.º | Ethan Hayter         | Ineos Grenadiers                | + 16 s          |
| 4.º | Mathieu van der Poel | Alpecin-Fenix                   | + 16 s          |
| 5.º | Natnael Tesfatsion   | Drone Hopper-Androni Giocattoli | + 16 s          |
| 6.º | Thomas Pesenti       | Beltrami TSA-Tre Colli          | + 16 s          |
| 7.º | Diego Ulissi         | UAE Team Emirates               | + 16 s          |
| 8.º | Matteo Sobrero       | BikeExchange-Jayco              | + 16 s          |
| 9.º | Christian Scaroni    | Italia                          | + 16 s          |
| 10.º | Marc Hirschi         | UAE Team Emirates               | + 16 s          |

| \| Clasificación general \| Clasificación general \| Clasificación general \| Clasificación general \| Clasificación general \| \| Ciclista \| Ciclista \| Equipo \| Tiempo \| \| \| --------------------- \| --------------------- \| ------------------------------- \| --------------------- \| --------------------- \| \| 1.º \| Mauro Schmid \| Quick-Step Alpha Vinyl \| 4 h 12 min 48 s \| \| \| 2.º \| Edward Dunbar \| Ineos Grenadiers \| + 6 s \| \| \| 3.º \| Ethan Hayter \| Ineos Grenadiers \| + 22 s \| \| \| 4.º \| Mathieu van der Poel \| Alpecin-Fenix \| + 26 s \| \| \| 5.º \| Natnael Tesfatsion \| Drone Hopper-Androni Giocattoli \| + 26 s \| \| \| 6.º \| Thomas Pesenti \| Beltrami TSA-Tre Colli \| + 26 s \| \| \| 7.º \| Diego Ulissi \| UAE Team Emirates \| + 26 s \| \| \| 8.º \| Matteo Sobrero \| BikeExchange-Jayco \| + 26 s \| \| \| 9.º \| Christian Scaroni \| Italia \| + 26 s \| \| \| 10.º \| Marc Hirschi \| UAE Team Emirates \| + 26 s \| \| |                      |                                 |                 |
| |                      |                                 |                 |
| Fuente: ProCyclingStats |                      |                                 |                 |
| Clasificación general |                      |                                 |                 |
| Ciclista | Ciclista             | Equipo                          | Tiempo          |
| 1.º | Mauro Schmid         | Quick-Step Alpha Vinyl          | 4 h 12 min 48 s |
| 2.º | Edward Dunbar        | Ineos Grenadiers                | + 6 s           |
| 3.º | Ethan Hayter         | Ineos Grenadiers                | + 22 s          |
| 4.º | Mathieu van der Poel | Alpecin-Fenix                   | + 26 s          |
| 5.º | Natnael Tesfatsion   | Drone Hopper-Androni Giocattoli | + 26 s          |
| 6.º | Thomas Pesenti       | Beltrami TSA-Tre Colli          | + 26 s          |
| 7.º | Diego Ulissi         | UAE Team Emirates               | + 26 s          |
| 8.º | Matteo Sobrero       | BikeExchange-Jayco              | + 26 s          |
| 9.º | Christian Scaroni    | Italia                          | + 26 s          |
| 10.º | Marc Hirschi         | UAE Team Emirates               | + 26 s          |

### 2.ª etapa
| Riccione - Longiano | etapa escarpada | (165,9 km) |

| \| Clasificación de la etapa \| Clasificación de la etapa \| Clasificación de la etapa \| Clasificación de la etapa \| Clasificación de la etapa \| \| Ciclista \| Ciclista \| Equipo \| Tiempo \| \| \| ------------------------- \| ------------------------- \| ------------------------------- \| ------------------------- \| ------------------------- \| \| 1.º \| Ethan Hayter \| Ineos Grenadiers \| 4 h 11 min 46 s \| \| \| 2.º \| Matteo Sobrero \| BikeExchange-Jayco \| + 0 s \| \| \| 3.º \| Ben Tulett \| Ineos Grenadiers \| + 0 s \| \| \| 4.º \| Nicola Conci \| Italia \| + 0 s \| \| \| 5.º \| Natnael Tesfatsion \| Drone Hopper-Androni Giocattoli \| + 0 s \| \| \| 6.º \| Diego Ulissi \| UAE Team Emirates \| + 0 s \| \| \| 7.º \| Marc Hirschi \| UAE Team Emirates \| + 0 s \| \| \| 8.º \| Cian Uijtdebroeks \| Bora-Hansgrohe \| + 0 s \| \| \| 9.º \| Gianluca Brambilla \| Trek-Segafredo \| + 0 s \| \| \| 10.º \| Floris De Tier \| Alpecin-Fenix \| + 0 s \| \| |                    |                                 |                 |
| |                    |                                 |                 |
| Fuente: ProCyclingStats |                    |                                 |                 |
| Clasificación de la etapa |                    |                                 |                 |
| Ciclista | Ciclista           | Equipo                          | Tiempo          |
| 1.º | Ethan Hayter       | Ineos Grenadiers                | 4 h 11 min 46 s |
| 2.º | Matteo Sobrero     | BikeExchange-Jayco              | + 0 s           |
| 3.º | Ben Tulett         | Ineos Grenadiers                | + 0 s           |
| 4.º | Nicola Conci       | Italia                          | + 0 s           |
| 5.º | Natnael Tesfatsion | Drone Hopper-Androni Giocattoli | + 0 s           |
| 6.º | Diego Ulissi       | UAE Team Emirates               | + 0 s           |
| 7.º | Marc Hirschi       | UAE Team Emirates               | + 0 s           |
| 8.º | Cian Uijtdebroeks  | Bora-Hansgrohe                  | + 0 s           |
| 9.º | Gianluca Brambilla | Trek-Segafredo                  | + 0 s           |
| 10.º | Floris De Tier     | Alpecin-Fenix                   | + 0 s           |

| \| Clasificación general \| Clasificación general \| Clasificación general \| Clasificación general \| Clasificación general \| \| Ciclista \| Ciclista \| Equipo \| Tiempo \| \| \| --------------------- \| --------------------- \| ------------------------------- \| --------------------- \| --------------------- \| \| 1.º \| Edward Dunbar \| Ineos Grenadiers \| 8 h 24 min 40 s \| \| \| 2.º \| Ethan Hayter \| Ineos Grenadiers \| + 6 s \| \| \| 3.º \| Matteo Sobrero \| BikeExchange-Jayco \| + 14 s \| \| \| 4.º \| Ben Tulett \| Ineos Grenadiers \| + 16 s \| \| \| 5.º \| Natnael Tesfatsion \| Drone Hopper-Androni Giocattoli \| + 20 s \| \| \| 6.º \| Diego Ulissi \| UAE Team Emirates \| + 20 s \| \| \| 7.º \| Nicola Conci \| Italia \| + 20 s \| \| \| 8.º \| Marc Hirschi \| UAE Team Emirates \| + 20 s \| \| \| 9.º \| Thomas Pesenti \| Beltrami TSA-Tre Colli \| + 20 s \| \| \| 10.º \| Gianluca Brambilla \| Trek-Segafredo \| + 20 s \| \| |                    |                                 |                 |
| |                    |                                 |                 |
| Fuente: ProCyclingStats |                    |                                 |                 |
| Clasificación general |                    |                                 |                 |
| Ciclista | Ciclista           | Equipo                          | Tiempo          |
| 1.º | Edward Dunbar      | Ineos Grenadiers                | 8 h 24 min 40 s |
| 2.º | Ethan Hayter       | Ineos Grenadiers                | + 6 s           |
| 3.º | Matteo Sobrero     | BikeExchange-Jayco              | + 14 s          |
| 4.º | Ben Tulett         | Ineos Grenadiers                | + 16 s          |
| 5.º | Natnael Tesfatsion | Drone Hopper-Androni Giocattoli | + 20 s          |
| 6.º | Diego Ulissi       | UAE Team Emirates               | + 20 s          |
| 7.º | Nicola Conci       | Italia                          | + 20 s          |
| 8.º | Marc Hirschi       | UAE Team Emirates               | + 20 s          |
| 9.º | Thomas Pesenti     | Beltrami TSA-Tre Colli          | + 20 s          |
| 10.º | Gianluca Brambilla | Trek-Segafredo                  | + 20 s          |

### 3.ª etapa
| San Marino - San Marino | etapa de montaña | (147 km) |

| \| Clasificación de la etapa \| Clasificación de la etapa \| Clasificación de la etapa \| Clasificación de la etapa \| Clasificación de la etapa \| \| Ciclista \| Ciclista \| Equipo \| Tiempo \| \| \| ------------------------- \| ------------------------- \| ------------------------------- \| ------------------------- \| ------------------------- \| \| 1.º \| Ben Tulett \| Ineos Grenadiers \| 4 h 12 min 34 s \| \| \| 2.º \| Edward Dunbar \| Ineos Grenadiers \| + 3 s \| \| \| 3.º \| Marc Hirschi \| UAE Team Emirates \| + 5 s \| \| \| 4.º \| Simon Carr \| EF Education-EasyPost \| + 7 s \| \| \| 5.º \| Antonio Tiberi \| Trek-Segafredo \| + 12 s \| \| \| 6.º \| Diego Ulissi \| UAE Team Emirates \| + 25 s \| \| \| 7.º \| Cian Uijtdebroeks \| Bora-Hansgrohe \| + 25 s \| \| \| 8.º \| Gianluca Brambilla \| Trek-Segafredo \| + 38 s \| \| \| 9.º \| Nicola Conci \| Italia \| + 51 s \| \| \| 10.º \| Alexander Cepeda \| Drone Hopper-Androni Giocattoli \| + 51 s \| \| |                    |                                 |                 |
| |                    |                                 |                 |
| Fuente: ProCyclingStats |                    |                                 |                 |
| Clasificación de la etapa |                    |                                 |                 |
| Ciclista | Ciclista           | Equipo                          | Tiempo          |
| 1.º | Ben Tulett         | Ineos Grenadiers                | 4 h 12 min 34 s |
| 2.º | Edward Dunbar      | Ineos Grenadiers                | + 3 s           |
| 3.º | Marc Hirschi       | UAE Team Emirates               | + 5 s           |
| 4.º | Simon Carr         | EF Education-EasyPost           | + 7 s           |
| 5.º | Antonio Tiberi     | Trek-Segafredo                  | + 12 s          |
| 6.º | Diego Ulissi       | UAE Team Emirates               | + 25 s          |
| 7.º | Cian Uijtdebroeks  | Bora-Hansgrohe                  | + 25 s          |
| 8.º | Gianluca Brambilla | Trek-Segafredo                  | + 38 s          |
| 9.º | Nicola Conci       | Italia                          | + 51 s          |
| 10.º | Alexander Cepeda   | Drone Hopper-Androni Giocattoli | + 51 s          |

| \| Clasificación general \| Clasificación general \| Clasificación general \| Clasificación general \| Clasificación general \| \| Ciclista \| Ciclista \| Equipo \| Tiempo \| \| \| --------------------- \| --------------------- \| --------------------- \| --------------------- \| --------------------- \| \| 1.º \| Edward Dunbar \| Ineos Grenadiers \| 12 h 37 min 11 s \| \| \| 2.º \| Ben Tulett \| Ineos Grenadiers \| + 9 s \| \| \| 3.º \| Marc Hirschi \| UAE Team Emirates \| + 24 s \| \| \| 4.º \| Simon Carr \| EF Education-EasyPost \| + 30 s \| \| \| 5.º \| Antonio Tiberi \| Trek-Segafredo \| + 45 s \| \| \| 6.º \| Diego Ulissi \| UAE Team Emirates \| + 48 s \| \| \| 7.º \| Cian Uijtdebroeks \| Bora-Hansgrohe \| + 48 s \| \| \| 8.º \| Gianluca Brambilla \| Trek-Segafredo \| + 1 min 01 s \| \| \| 9.º \| Nicola Conci \| Italia \| + 1 min 14 s \| \| \| 10.º \| Ethan Hayter \| Ineos Grenadiers \| + 1 min 18 s \| \| |                    |                       |                  |
| |                    |                       |                  |
| Fuente: ProCyclingStats |                    |                       |                  |
| Clasificación general |                    |                       |                  |
| Ciclista | Ciclista           | Equipo                | Tiempo           |
| 1.º | Edward Dunbar      | Ineos Grenadiers      | 12 h 37 min 11 s |
| 2.º | Ben Tulett         | Ineos Grenadiers      | + 9 s            |
| 3.º | Marc Hirschi       | UAE Team Emirates     | + 24 s           |
| 4.º | Simon Carr         | EF Education-EasyPost | + 30 s           |
| 5.º | Antonio Tiberi     | Trek-Segafredo        | + 45 s           |
| 6.º | Diego Ulissi       | UAE Team Emirates     | + 48 s           |
| 7.º | Cian Uijtdebroeks  | Bora-Hansgrohe        | + 48 s           |
| 8.º | Gianluca Brambilla | Trek-Segafredo        | + 1 min 01 s     |
| 9.º | Nicola Conci       | Italia                | + 1 min 14 s     |
| 10.º | Ethan Hayter       | Ineos Grenadiers      | + 1 min 18 s     |

### 4.ª etapa
| Montecatini - Montecatini | etapa escarpada | (158,7 km) |

| \| Clasificación de la etapa \| Clasificación de la etapa \| Clasificación de la etapa \| Clasificación de la etapa \| Clasificación de la etapa \| \| Ciclista \| Ciclista \| Equipo \| Tiempo \| \| \| ------------------------- \| ------------------------- \| ------------------------------- \| ------------------------- \| ------------------------- \| \| 1.º \| Mathieu van der Poel \| Alpecin-Fenix \| 3 h 59 min 49 s \| \| \| 2.º \| Ethan Hayter \| Ineos Grenadiers \| + 0 s \| \| \| 3.º \| Rémy Mertz \| Bingoal Pauwels Sauces WB \| + 0 s \| \| \| 4.º \| Dion Smith \| BikeExchange-Jayco \| + 0 s \| \| \| 5.º \| Mick van Dijke \| Jumbo-Visma \| + 0 s \| \| \| 6.º \| Koen Bouwman \| Jumbo-Visma \| + 0 s \| \| \| 7.º \| Jan Polanc \| UAE Team Emirates \| + 0 s \| \| \| 8.º \| Omer Goldstein \| Israel-Premier Tech \| + 0 s \| \| \| 9.º \| Erik Fetter \| Eolo-Kometa \| + 0 s \| \| \| 10.º \| Natnael Tesfatsion \| Drone Hopper-Androni Giocattoli \| + 0 s \| \| |                      |                                 |                 |
| |                      |                                 |                 |
| Fuente: ProCyclingStats |                      |                                 |                 |
| Clasificación de la etapa |                      |                                 |                 |
| Ciclista | Ciclista             | Equipo                          | Tiempo          |
| 1.º | Mathieu van der Poel | Alpecin-Fenix                   | 3 h 59 min 49 s |
| 2.º | Ethan Hayter         | Ineos Grenadiers                | + 0 s           |
| 3.º | Rémy Mertz           | Bingoal Pauwels Sauces WB       | + 0 s           |
| 4.º | Dion Smith           | BikeExchange-Jayco              | + 0 s           |
| 5.º | Mick van Dijke       | Jumbo-Visma                     | + 0 s           |
| 6.º | Koen Bouwman         | Jumbo-Visma                     | + 0 s           |
| 7.º | Jan Polanc           | UAE Team Emirates               | + 0 s           |
| 8.º | Omer Goldstein       | Israel-Premier Tech             | + 0 s           |
| 9.º | Erik Fetter          | Eolo-Kometa                     | + 0 s           |
| 10.º | Natnael Tesfatsion   | Drone Hopper-Androni Giocattoli | + 0 s           |

| \| Clasificación general \| Clasificación general \| Clasificación general \| Clasificación general \| Clasificación general \| \| Ciclista \| Ciclista \| Equipo \| Tiempo \| \| \| --------------------- \| --------------------- \| --------------------- \| --------------------- \| --------------------- \| \| 1.º \| Edward Dunbar \| Ineos Grenadiers \| 16 h 37 min 00 s \| \| \| 2.º \| Ben Tulett \| Ineos Grenadiers \| + 9 s \| \| \| 3.º \| Marc Hirschi \| UAE Team Emirates \| + 24 s \| \| \| 4.º \| Simon Carr \| EF Education-EasyPost \| + 30 s \| \| \| 5.º \| Antonio Tiberi \| Trek-Segafredo \| + 45 s \| \| \| 6.º \| Diego Ulissi \| UAE Team Emirates \| + 48 s \| \| \| 7.º \| Cian Uijtdebroeks \| Bora-Hansgrohe \| + 48 s \| \| \| 8.º \| Gianluca Brambilla \| Trek-Segafredo \| + 1 min 01 s \| \| \| 9.º \| Ethan Hayter \| Ineos Grenadiers \| + 1 min 12 s \| \| \| 10.º \| Nicola Conci \| Italia \| + 1 min 14 s \| \| |                    |                       |                  |
| |                    |                       |                  |
| Fuente: ProCyclingStats |                    |                       |                  |
| Clasificación general |                    |                       |                  |
| Ciclista | Ciclista           | Equipo                | Tiempo           |
| 1.º | Edward Dunbar      | Ineos Grenadiers      | 16 h 37 min 00 s |
| 2.º | Ben Tulett         | Ineos Grenadiers      | + 9 s            |
| 3.º | Marc Hirschi       | UAE Team Emirates     | + 24 s           |
| 4.º | Simon Carr         | EF Education-EasyPost | + 30 s           |
| 5.º | Antonio Tiberi     | Trek-Segafredo        | + 45 s           |
| 6.º | Diego Ulissi       | UAE Team Emirates     | + 48 s           |
| 7.º | Cian Uijtdebroeks  | Bora-Hansgrohe        | + 48 s           |
| 8.º | Gianluca Brambilla | Trek-Segafredo        | + 1 min 01 s     |
| 9.º | Ethan Hayter       | Ineos Grenadiers      | + 1 min 12 s     |
| 10.º | Nicola Conci       | Italia                | + 1 min 14 s     |

### 5.ª etapa
| Cantagrillo-Casalguidi - Cantagrillo | etapa escarpada | (160 km) |

| \| Clasificación de la etapa \| Clasificación de la etapa \| Clasificación de la etapa \| Clasificación de la etapa \| Clasificación de la etapa \| \| Ciclista \| Ciclista \| Equipo \| Tiempo \| \| \| ------------------------- \| ------------------------- \| ------------------------------- \| ------------------------- \| ------------------------- \| \| 1.º \| Josef Černý \| Quick-Step Alpha Vinyl \| 3 h 56 min 55 s \| \| \| 2.º \| Rémi Cavagna \| Quick-Step Alpha Vinyl \| + 0 s \| \| \| 3.º \| Omer Goldstein \| Israel-Premier Tech \| + 14 s \| \| \| 4.º \| Julius van den Berg \| EF Education-EasyPost \| + 46 s \| \| \| 5.º \| Frederik Wandahl \| Bora-Hansgrohe \| + 3 min 03 s \| \| \| 6.º \| Fabio Van den Bossche \| Alpecin-Fenix \| + 3 min 03 s \| \| \| 7.º \| Tom Paquot \| Bingoal Pauwels Sauces WB \| + 3 min 03 s \| \| \| 8.º \| Giovanni Carboni \| Italia \| + 3 min 05 s \| \| \| 9.º \| Natnael Tesfatsion \| Drone Hopper-Androni Giocattoli \| + 4 min 23 s \| \| \| 10.º \| Diego Ulissi \| UAE Team Emirates \| + 4 min 23 s \| \| |                       |                                 |                 |
| |                       |                                 |                 |
| Fuente: ProCyclingStats |                       |                                 |                 |
| Clasificación de la etapa |                       |                                 |                 |
| Ciclista | Ciclista              | Equipo                          | Tiempo          |
| 1.º | Josef Černý           | Quick-Step Alpha Vinyl          | 3 h 56 min 55 s |
| 2.º | Rémi Cavagna          | Quick-Step Alpha Vinyl          | + 0 s           |
| 3.º | Omer Goldstein        | Israel-Premier Tech             | + 14 s          |
| 4.º | Julius van den Berg   | EF Education-EasyPost           | + 46 s          |
| 5.º | Frederik Wandahl      | Bora-Hansgrohe                  | + 3 min 03 s    |
| 6.º | Fabio Van den Bossche | Alpecin-Fenix                   | + 3 min 03 s    |
| 7.º | Tom Paquot            | Bingoal Pauwels Sauces WB       | + 3 min 03 s    |
| 8.º | Giovanni Carboni      | Italia                          | + 3 min 05 s    |
| 9.º | Natnael Tesfatsion    | Drone Hopper-Androni Giocattoli | + 4 min 23 s    |
| 10.º | Diego Ulissi          | UAE Team Emirates               | + 4 min 23 s    |

## Clasificaciones finales
- Las clasificaciones finalizaron de la siguiente forma:[4]

### Clasificación general
| \| Clasificación general \| Clasificación general \| Clasificación general \| Clasificación general \| Clasificación general \| \| Ciclista \| Ciclista \| Equipo \| Tiempo \| \| \| --------------------- \| --------------------- \| ------------------------------- \| --------------------- \| --------------------- \| \| 1.º \| Edward Dunbar \| Ineos Grenadiers \| 20 h 38 min 18 s \| \| \| 2.º \| Ben Tulett \| Ineos Grenadiers \| + 9 s \| \| \| 3.º \| Marc Hirschi \| UAE Team Emirates \| + 24 s \| \| \| 4.º \| Simon Carr \| EF Education-EasyPost \| + 30 s \| \| \| 5.º \| Antonio Tiberi \| Trek-Segafredo \| + 45 s \| \| \| 6.º \| Diego Ulissi \| UAE Team Emirates \| + 48 s \| \| \| 7.º \| Jan Polanc \| UAE Team Emirates \| + 1 min 23 s \| \| \| 8.º \| Gianluca Brambilla \| Trek-Segafredo \| + 1 min 25 s \| \| \| 9.º \| Natnael Tesfatsion \| Drone Hopper-Androni Giocattoli \| + 1 min 38 s \| \| \| 10.º \| Nicola Conci \| Italia \| + 1 min 38 s \| \| |                    |                                 |                  |
| |                    |                                 |                  |
| Fuente: ProCyclingStats |                    |                                 |                  |
| Clasificación general |                    |                                 |                  |
| Ciclista | Ciclista           | Equipo                          | Tiempo           |
| 1.º | Edward Dunbar      | Ineos Grenadiers                | 20 h 38 min 18 s |
| 2.º | Ben Tulett         | Ineos Grenadiers                | + 9 s            |
| 3.º | Marc Hirschi       | UAE Team Emirates               | + 24 s           |
| 4.º | Simon Carr         | EF Education-EasyPost           | + 30 s           |
| 5.º | Antonio Tiberi     | Trek-Segafredo                  | + 45 s           |
| 6.º | Diego Ulissi       | UAE Team Emirates               | + 48 s           |
| 7.º | Jan Polanc         | UAE Team Emirates               | + 1 min 23 s     |
| 8.º | Gianluca Brambilla | Trek-Segafredo                  | + 1 min 25 s     |
| 9.º | Natnael Tesfatsion | Drone Hopper-Androni Giocattoli | + 1 min 38 s     |
| 10.º | Nicola Conci       | Italia                          | + 1 min 38 s     |

### Clasificación de la montaña
| Clasificación de la montaña | Clasificación de la montaña | Clasificación de la montaña     | Clasificación de la montaña | Clasificación de la montaña |
| Ciclista                    | Ciclista                    | Equipo                          | Puntos                      |                             |
| --------------------------- | --------------------------- | ------------------------------- | --------------------------- | --------------------------- |
| 1.º                         | Andrea Garosio              | Biesse-Carrera                  | 42 pts                      |                             |
| 2.º                         | Mattia Cattaneo             | Quick-Step Alpha Vinyl          | 20 pts                      |                             |
| 3.º                         | Edoardo Zardini             | Drone Hopper-Androni Giocattoli | 18 pts                      |                             |
| 4.º                         | Josef Černý                 | Quick-Step Alpha Vinyl          | 14 pts                      |                             |
| 5.º                         | Rémi Cavagna                | Quick-Step Alpha Vinyl          | 12 pts                      |                             |
| 6.º                         | Edward Dunbar               | Ineos Grenadiers                | 11 pts                      |                             |
| 7.º                         | Giovanni Bortoluzzi         | Work Service-Vitalcare-Dynatek  | 10 pts                      |                             |
| 8.º                         | Omer Goldstein              | Israel-Premier Tech             | 10 pts                      |                             |
| 9.º                         | James Shaw                  | EF Education-EasyPost           | 10 pts                      |                             |
| 10.º                        | Mathieu van der Poel        | Alpecin-Fenix                   | 9 pts                       |                             |

### Clasificación de los puntos
| Clasificación por puntos | Clasificación por puntos | Clasificación por puntos        | Clasificación por puntos | Clasificación por puntos |
| Ciclista                 | Ciclista                 | Equipo                          | Puntos                   |                          |
| ------------------------ | ------------------------ | ------------------------------- | ------------------------ | ------------------------ |
| 1.º                      | Ethan Hayter             | Ineos Grenadiers                | 24 pts                   |                          |
| 2.º                      | Ben Tulett               | Ineos Grenadiers                | 16 pts                   |                          |
| 3.º                      | Edward Dunbar            | Ineos Grenadiers                | 16 pts                   |                          |
| 4.º                      | Mathieu van der Poel     | Alpecin-Fenix                   | 15 pts                   |                          |
| 5.º                      | Mauro Schmid             | Quick-Step Alpha Vinyl          | 10 pts                   |                          |
| 6.º                      | Josef Černý              | Quick-Step Alpha Vinyl          | 10 pts                   |                          |
| 7.º                      | Matteo Sobrero           | BikeExchange-Jayco              | 9 pts                    |                          |
| 8.º                      | Marc Hirschi             | UAE Team Emirates               | 8 pts                    |                          |
| 9.º                      | Diego Ulissi             | UAE Team Emirates               | 8 pts                    |                          |
| 10.º                     | Natnael Tesfatsion       | Drone Hopper-Androni Giocattoli | 8 pts                    |                          |

### Clasificación de los jóvenes
| Clasificación del mejor joven | Clasificación del mejor joven | Clasificación del mejor joven   | Clasificación del mejor joven | Clasificación del mejor joven |
| Ciclista                      | Ciclista                      | Equipo                          | Tiempo                        |                               |
| ----------------------------- | ----------------------------- | ------------------------------- | ----------------------------- | ----------------------------- |
| 1.º                           | Ben Tulett                    | Ineos Grenadiers                | 20 h 38 min 27 s              |                               |
| 2.º                           | Marc Hirschi                  | UAE Team Emirates               | + 15 s                        |                               |
| 3.º                           | Simon Carr                    | EF Education-EasyPost           | + 21 s                        |                               |
| 4.º                           | Antonio Tiberio               | Italia                          | + 36 s                        |                               |
| 5.º                           | Natnael Tesfatsion            | Drone Hopper-Androni Giocattoli | + 1 min 29 s                  |                               |
| 6.º                           | Ethan Hayter                  | Ineos Grenadiers                | + 3 min 05 s                  |                               |
| 7.º                           | Johannes Staune-Mittet        | Jumbo-Visma Development Team    | + 3 min 17 s                  |                               |
| 8.º                           | Andrés Camilo Ardila          | UAE Team Emirates               | + 4 min 15 s                  |                               |
| 9.º                           | Alexander Cepeda              | Drone Hopper-Androni Giocattoli | + 4 min 15 s                  |                               |
| 10.º                          | Gijs Leemreize                | Jumbo-Visma                     | + 4 min 20 s                  |                               |

### Clasificación por equipos
| Clasificación por equipos | Clasificación por equipos       | Clasificación por equipos | Clasificación por equipos |
| Equipo                    | Equipo                          | Tiempo                    |                           |
| ------------------------- | ------------------------------- | ------------------------- | ------------------------- |
| 1.º                       | Ineos Grenadiers                | 61 h 57 min 28 s          |                           |
| 2.º                       | UAE Team Emirates               | + 5 s                     |                           |
| 3.º                       | Jumbo-Visma                     | + 9 min 42 s              |                           |
| 4.º                       | Drone Hopper-Androni Giocattoli | + 10 min 00 s             |                           |
| 5.º                       | Italia                          | + 12 min 49 s             |                           |

## Evolución de las clasificaciones
| Etapa                   |                         | Ganador _            | Clasificación general | Puntos       | Montaña             | Jóvenes      | Equipo           |
| ----------------------- | ----------------------- | -------------------- | --------------------- | ------------ | ------------------- | ------------ | ---------------- |
| 1.ª etapa               | etapa escarpada         | Mauro Schmid         | Mauro Schmid          | Mauro Schmid | Giovanni Bortoluzzi | Mauro Schmid | Ineos Grenadiers |
| 2.ª etapa               | etapa escarpada         | Ethan Hayter         | Edward Dunbar         | Ethan Hayter | Edward Dunbar       | Ethan Hayter | Ineos Grenadiers |
| 3.ª etapa               | etapa de montaña        | Ben Tulett           | Edward Dunbar         | Ben Tulett   | Andrea Garosio      | Ben Tulett   | Ineos Grenadiers |
| 4.ª etapa               | etapa escarpada         | Mathieu van der Poel | Edward Dunbar         | no otorgado  | no otorgado         | no otorgado  | no otorgado      |
| 5.ª etapa               | etapa escarpada         | Josef Černý          | Edward Dunbar         | Ethan Hayter | Andrea Garosio      | Ben Tulett   | Ineos Grenadiers |
| Clasificaciones finales | Clasificaciones finales |                      | Edward Dunbar         | Ethan Hayter | Andrea Garosio      | Ben Tulett   | Ineos Grenadiers |

## Ciclistas participantes y posiciones finales
Convenciones:
- AB-N: Abandono en la etapa "N"
- FLT-N: Retiro por arribo fuera del límite de tiempo en la etapa "N"
- NTS-N: No tomó la salida para la etapa "N"
- DES-N: Descalificado o expulsado en la etapa "N"

## UCI World Ranking
La Settimana Coppi e Bartali otorgó puntos para el UCI World Ranking para corredores de los equipos en las categorías UCI WorldTeam, UCI ProTeam y Continental. Las siguientes tablas son el baremo de puntuación y los diez corredores que obtuvieron más puntos:
| Posición              | 1.º | 2.º | 3.º | 4.º | 5.º | 6.º | 7.º | 8.º | 9.º | 10.º | 11.º | 12.º | 13.º-15.º | 16.º-25.º |
| Clasificación general | 125 | 85  | 70  | 60  | 50  | 40  | 35  | 30  | 25  | 20   | 15   | 10   | 5         | 3         |
| Por etapa             | 14  | 5   | 3   |     |     |     |     |     |     |      |      |      |           |           |
| Líder                 | 3   |     |     |     |     |     |     |     |     |      |      |      |           |           |

| Clasificación |                    |                                 |         |       |       |       |
| Posición      | Ciclista           | Equipo                          | General | Etapa | Líder | Total |
| ------------- | ------------------ | ------------------------------- | ------- | ----- | ----- | ----- |
| 1.º           | Edward Dunbar      | INEOS Grenadiers                | 125     | 10    | 9     | 144   |
| 2.º           | Ben Tulett         | INEOS Grenadiers                | 85      | 17    | -     | 102   |
| 3.º           | Marc Hirschi       | UAE Emirates                    | 70      | 3     | -     | 73    |
| 4.º           | Simon Carr         | EF Education-EasyPost           | 60      | -     | -     | 60    |
| 5.º           | Antonio Tiberi     | Trek-Segafredo                  | 50      | -     | -     | 50    |
| 6.º           | Diego Ulissi       | UAE Emirates                    | 40      | -     | -     | 40    |
| 7.º           | Jan Polanc         | UAE Emirates                    | 35      | -     | -     | 35    |
| 8.º           | Gianluca Brambilla | Trek-Segafredo                  | 30      | -     | -     | 30    |
| 9.º           | Ethan Hayter       | INEOS Grenadiers                | 5       | 22    | -     | 27    |
| 10.º          | Natnael Tesfatsion | Drone Hopper-Androni Giocattoli | 25      | -     | -     | 25    |